# أحمد أباد (كوثر)
أحمد أباد هي قرية في مقاطعة كوثر، إيران. يقدر عدد سكانها بـ 136 نسمة بحسب إحصاء 2016.